# Giorgio Briano
Giorgio Briano (Carcare, 5 gennaio 1812 – Roma, 24 febbraio 1874) è stato uno scrittore e giornalista italiano.

## Biografia
Era il più giovane dei tre figli di Bernardo e Felicita Seghino. Verso i diciotto anni si trasferì a Torino dove entrò in seminario uscendone due anni dopo. Nello stesso periodo divenne corrispondente di Silvio Pellico. del quale scrisse la biografia, dopo la morte del Pellico, pubblicata nel 1861.
Collaborò con le riviste l'Eridano (periodico che si stampava a Torino nel 1842) e Il Risorgimento diretto da Camillo Benso, conte di Cavour.
Tra suoi maggiori successi. la trilogia dedicata a Cristoforo Colombo che fu rappresentata a Torino come opera teatrale tra il 1840 e il 1843.
Nel 1853 fu direttore di La Patria periodico della destra liberale fondato da Ottavio Thaon di Revel e poi del quotidiano "L'Italia conservatrice". Fu collaboratore della Rivista universale.
Morì a Roma nel 1874. Lavorò anche come addetto alla segreteria del Senato.
Scrisse diversi libri su personaggi storici e biografie, oltre a quella sul Pellico, di vari personaggi, come Massimo d'Azeglio, Cristoforo Colombo, Joseph-Louis Lagrange, Cesare Alfieri di Sostegno, Alberto La Marmora, Oddone Eugenio Maria di Savoia.

## Pubblicazioni
- Un'ora al cimitero, Torino, 1835;
- Poesie di G. B. da Carcare, Torino 1836;
- Cristoforo Colombo Trilogia del signor Giorgio Briano, Milano, Rossi, 1842;
- Piccolo catechismo costituzionale ad uso del popolo (insieme con M. Castelli), Torino 1848;
- Lo Statuto e i suoi interpreti: sulla competenza del voto delle Camere per le leggi d'imposta, Torino 1851;
- Della vita e delle opere di Silvio Pellico: notizia storica corredata da documenti inediti, Torino 1854;
- La congiura di Genova e il ministro Rattazzi: brano di storia contemporanea, Torino 1857;
- Giuseppe Luigi Lagrangia, Torino 1861;
- Roberto d'Azeglio, Torino 1861;
- Silvio Pellico, Torino 1861;
- Cesare Alfieri di Sostegno, Torino 1862;
- Della vita e delle opere del conte Alberto Ferrero della Marmora, Torino 1863;
- Lettere su Firenze, Firenze 1865;
- Massimo d'Azeglio: ritratto morale e politico, Firenze 1866;
- Il principe Odone Eugenio Maria di Savoia, duca di Monferrato, Firenze 1866;
- Il conte Ottavio Thaon di Revel, ministro di Stato e senatore, Genova 1868;
- A Pio IX: canzone, Firenze 1868;
- Annali del Parlamento Alpino, Torino 1870;
- Lettere di Massimo d'Azeglio al fratello Roberto, Milano 1872.

## Libri
Silvio Pellico, Lettere a Giorgio Briano: aggiuntevi alcune lettere ad altri, e varie poesie, F. Le Monnier, 1861.